# Flughafen Béziers

i7
i11
i13
Der Flughafen Béziers (frz. Aéroport Béziers Cap d’Agde en Languedoc, IATA-Code: BZR, ICAO-Code: LFMU) ist der Flughafen der französischen Stadt Béziers. Er liegt in Vias im Département Hérault.

## Geschichte
Da der Flughafen früher nur über eine kurze Landebahn (1820 m × 30 m) verfügte, wurde von November 2006 bis Februar 2007 die bestehende Landebahn ausgebaut. Damit wollte der Flughafen Billigfluggesellschaften anlocken, was ihm mit Ryanair auch gelang. Tägliche Direktflüge nach Paris Orly (bzw. Beauvais) und saisonale Flüge nach Bastia wurden eröffnet. Anfang 2008 wurde auch Bristol in den Flugplan aufgenommen. Am 24. März 2008 kündigte Ryanair in den Sommermonaten eine neue Verbindung zwischen London Stansted an, mit der Möglichkeit, sofern die Route London-Stansted nach Beziers rentieren würde, weitere Ziele anzubieten. Die Route von und nach London Stansted wurde jedoch mit 2 Flügen pro Woche nach London Luton geändert, die im Oktober 2008 erstmals durchgeführt wurden. Bis 2014 hat Ryanair das Angebot mit den Routen nach und von Beauvais, Bristol, Edinburgh, London Luton, Manchester, Stockholm Skavsta, Oslo Rygge, Weeze und Bremen deutlich erweitert. Noch 2015 wurden Oslo Rygge und Bremen wieder aus dem Streckennetz gestrichen, jedoch dafür ab Juli 2017 neu London Stansted Béziers hinzugefügt.
Zwischenzeitlich wurden von Flybe auch die Routen von und nach Belfast City, Edinburgh, Glasgow Intl., Leeds Bradford, Manchester, Newcastle, Southampton, Guernsey, Jeresey, Isle of Man und Dublin betrieben. Diese wurden allerdings nach und nach abgebaut und am 1. Mai 2014 wurde auch die letzte Verbindung von Southampton beendet.
Anfang 2016 kündigte Cityjet flüge zwischen Bastia und Béziers an, diese wurden allerdings schon vor Ende 2016 wieder geschlossen.

## Flugziele
Es werden Ziele im Vereinigten Königreich und Irland angeflogen sowie Beauvais, Stockholm/Arlanda und Niederrhein.

## Zwischenfälle
- Am 25. November 1977 verunglückte eine Noratlas 2501 der Französischen Luftstreitkräfte (Luftfahrzeugkennzeichen FrAF 182/F-RABR) in einer Bergregion nahe dem Flughafen Béziers. Auf dem Nachtflug in schlechtem Wetter hatte es Probleme mit dem Autopilot gegeben. Alle 32 Insassen, vier Besatzungsmitglieder und 28 Passagiere, kamen ums Leben.[3]